# Hertstraat (Overijse)
De Hertstraat is een straatnaam en een heuvel in de Belgische provincie Vlaams-Brabant gelegen in de omgeving van Overijse. 

## Wielrennen
De helling is onder andere opgenomen in de Brabantse Pijl en de recreatieve wielerroute Brabantse Pijlroute.